# The Beats

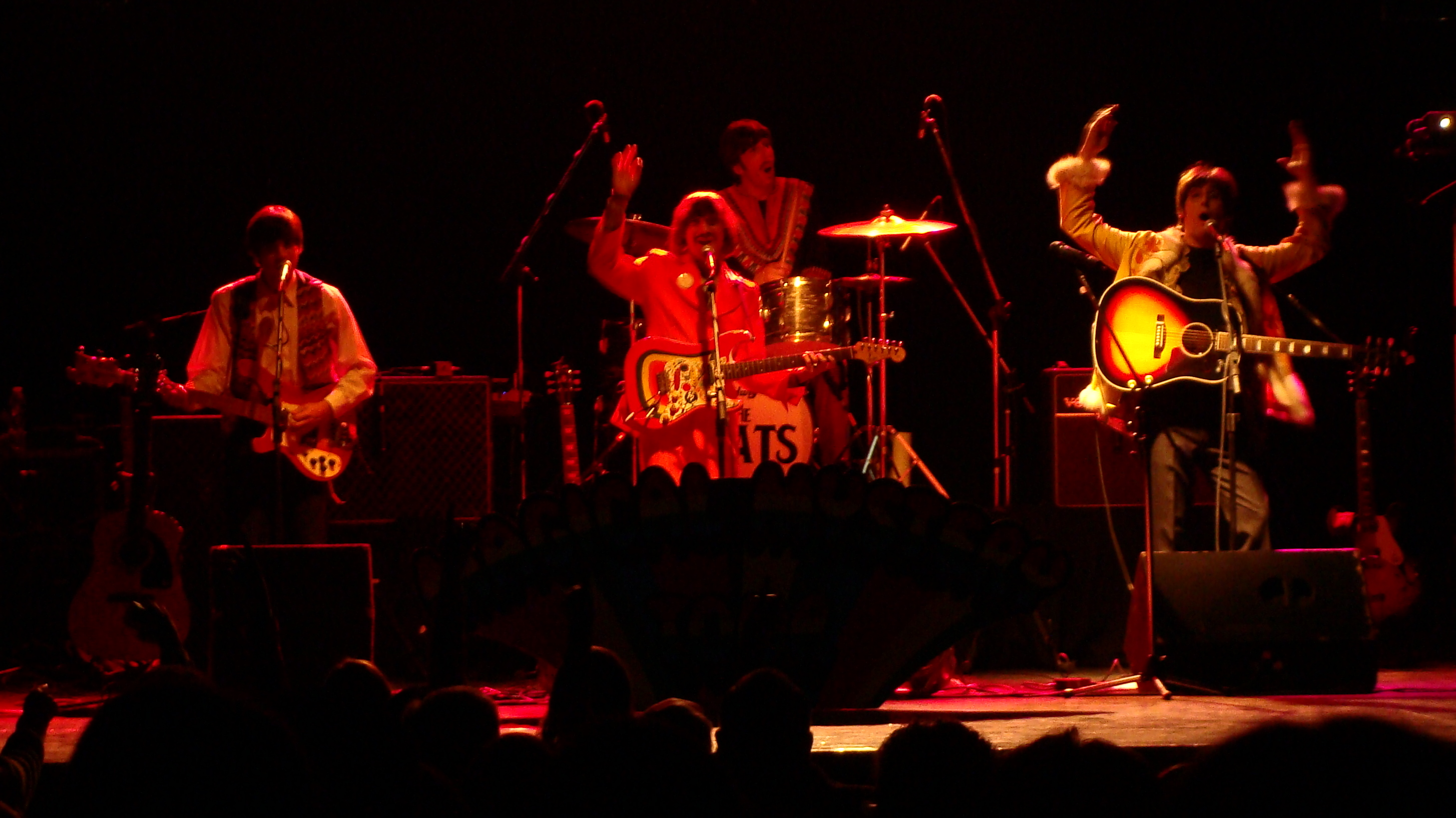
The Beats

The Beats é uma banda cover dos Beatles, criada pelos irmãos Patrício e Diego Perez, em 1987, na cidade de Buenos Aires, Argentina.

## História
The Beats nasceu em 1987, das mãos de seus fundadores, Patrício e Diego Pérez,na cidade de Buenos Aires. No ano de 1996, o grupo foi consagrado pela como a Melhor Banda Beatle do Mundo pela Beatles Annual Convention, em Liverpool, na Inglaterra.
A banda já foi elogiada por Allan Williams, primeiro manager dos Beatles: "Soam melhor que os Beatles quando os levei a Hamburgo"; e por Allister Taylor, assistente pessoal do primeiro empresário dos Beatles, Brian Epstein: "É como se os Beatles nascessem outra vez". Além disso, George Martin, produtor discográfico dos Beatles, ao receber e escutar o material gravado pelo The Beats, enviou uma carta parabenizando pelo trabalho de alta qualidade realizado em estúdio.
Em agosto de 1997, empreenderam sua segunda turnê pelo Reino Unido, sendo convidados de honra por causa do título de melhor banda beatle do mundo, obtido no ano anterior. Ali apresentaram o Beatles Revival Show, um incrível espetáculo sobre a evolução dos Beatles, posto em cena no Empire Theatre de Liverpool.
Voltaram ao Japão, em outubro de 1997, para realizar uma turnê de um mês, passando novamente pelos teatros mais importantes de Osaka, Hiroshima, Fukuyama, Kioto e Tóquio. Estiveram presentes como convidados de honra na Beatles Annual Convention de 1998, realizando ali o espetáculo Here are... The Beatles, no L.I.P.A (Auditório de Paul McCartney), Cavern e Strawberry Fields, entre outros.
Em 1999, tiveram apresentaram-se no palco principal durante o relançamento mundial do álbum e filme Yellow Submarine. Este acontecimento, levado a cabo na cidade de Liverpool, foi televisionado para todo o mundo. Completaram essa turnê britânica estreando o espetáculo Beatlemania no Royal Court Theatre da cidade. Em junho do mesmo ano, lançaram seu primeiro CD chamado Please, please me, incluindo as canções do LP homônimo dos Beatles.
Em junho do ano 2000, The Beats realizou o espetáculo beatle chamado Beatles en Argentina, levado a cabo no estádio Luna Park. Em seu quinto ano consecutivo como membros de honra e únicos representantes argentinos em Londres e Liverpool, The Beats gravou no estúdio Nº 2 de Abbey Road, E.M.I. de Londres (estúdio onde os Beatles gravaram todas as suas canções). Finalizaram esta quinta turnê britânica apresentando seu novo espetáculo no Royal Court Theatre.
Durante o ano de 2001, The Beats estreou seu espetáculo Yeah, Yeah, Yeah no Equador, Peru, Chile e Brasil, acompanhando o lançamento de seu segundo disco, intitulado You Can, que contém uma seleção de canções de todos os álbuns dos Beatles, incluindo o tema gravado em Abbey Road, de sua própria autoria, que dá nome a este trabalho.
Em 2002, continuaram pela América Latina, apresentando o espetáculo Nuestros Beatles. Na Argentina, a banda realiza mais de 150 shows por ano, nos teatros mais importantes de cada cidade, além das apresentações no Gran Rex, o famoso teatro argentino.
No início de 2003, a Orquestra Sinfônica Nacional Argentina, dirigida pelo maestro Francisco Rettig, os convoca para realizar um espetáculo adaptando as composições dos Beatles para a música clássica. O evento, realizado duas vezes no teatro Gran Rex, que mostrava The Beats acompanhados por mais de 80 músicos de câmara. Depois, apresentam o espetáculo Un viaje en submarino, estreado como todas as suas temporadas no Gran Rex. Simultaneamente, lançam à venda seu terceiro disco: Take One.
Em 2004, exibem sua nova peça teatral-musical, que correu grande parte da América Latina, chamada Contemporáneos. O espetáculo também foi realizado em salas do interior da Argentina, com três apresentações no teatro Gran Rex. No Brasil, passaram por mais de 20 cidades.
No início de 2005, divulgam sua obra que acompanha seu quarto disco, ambos intitulados Secret. Dessa vez, The Beats renova antigas composições de Lennon e McCartney praticamente inéditas até o momento, que os Beatles jamais chegaram a gravar. Na estrada fizeram uma "Gira Mundial" em diversos países.
Em 2007 completam-se 40 anos do lançamento do álbum Sgt. Pepper's Lonely Hearts Club Band. Como homenagem, The Beats decidiu gravar uma versão exata deste álbum. Enquanto começavam a dar forma a este projeto, informaram à EMI na Grã-Bretanha (com quem já haviam trabalhado no ano de 2000) e os diretores da EMI convidaram The Beats a terminar de gravar o disco no mesmo lugar onde os Beatles o fizeram há 40 anos: "EMI Abbey Road Studio Nº2".
Durante as gravações em Abbey Road, The Beats trabalharam com Chris Bolster, engenheiro da EMI que trabalhou com George Martin nos últimos lançamentos dos Beatles (Anthology, Let It Be Naked, One, Love). Gravado no mesmo lugar, com os mesmos pianos, teclados, efeitos e microfones, tal qual foi feito em 1967, The Beats apresenta seu quinto álbum: Maste-Piece.

## Pete Best
The Beats já tocou com o primeiro baterista de The Beatles: Pete Best no marco do estreia do seu novo espetáculo chamado Histórico apresentado no teatro Gran Rex (Argentina) e depois realizado no Brasil com mais de vinte apresentações numa gira de vinte cidades.

## Integrantes
- Patricio Pérez - (Líder fundador – diretor musical)  no papel de: George Harrison
- Diego Pérez - (Líder fundador) no papel de: John Lennon
- Eloy Fernández - (Integrante) no papel de: Paul McCartney
- Martín Alvarez Pizzo - (Integrante) no papel de: Ringo Starr
- Esteban Zanardi  (Integrante) pianista - tecladista